# Église orthodoxe grecque de l'Annonciation
Pour les articles homonymes, voir Annonciation (homonymie).
L'Eglise orthodoxe grecque de l'Annonciation de Wauwatosa dans le comté de Milwaukee (Wisconsin, États-Unis), a été dessinée par l'architecte Frank Lloyd Wright en 1956.  Sa construction s'est terminée en 1961.  Cet édifice a été inscrit au Registre national des sites historiques des États-Unis le 19 décembre 1974.
L'église orthodoxe grecque de l'Annonciation est une des dernières œuvres de Wright. 
Le dôme de l'église est semblable à une des autres œuvres de Frank Lloyd Wright, le Marin County Civic Center.